# Алея вікових лип (Дрогобицький район)
Але́я вікови́х лип — ботанічна пам'ятка природи місцевого значення в Україні. Розташована в межах Дрогобицького району Львівської області, при південно-східній околиці села Снятинка.
Площа 0,5 га. Статус надано згідно з рішенням Львівського облвиконкому від 09.10.1984 року № 495. Перебуває у віданні Снятинської сільської ради.
Статус надано з метою збереження алеї вікових лип, що ростуть вздовж дороги до села. 

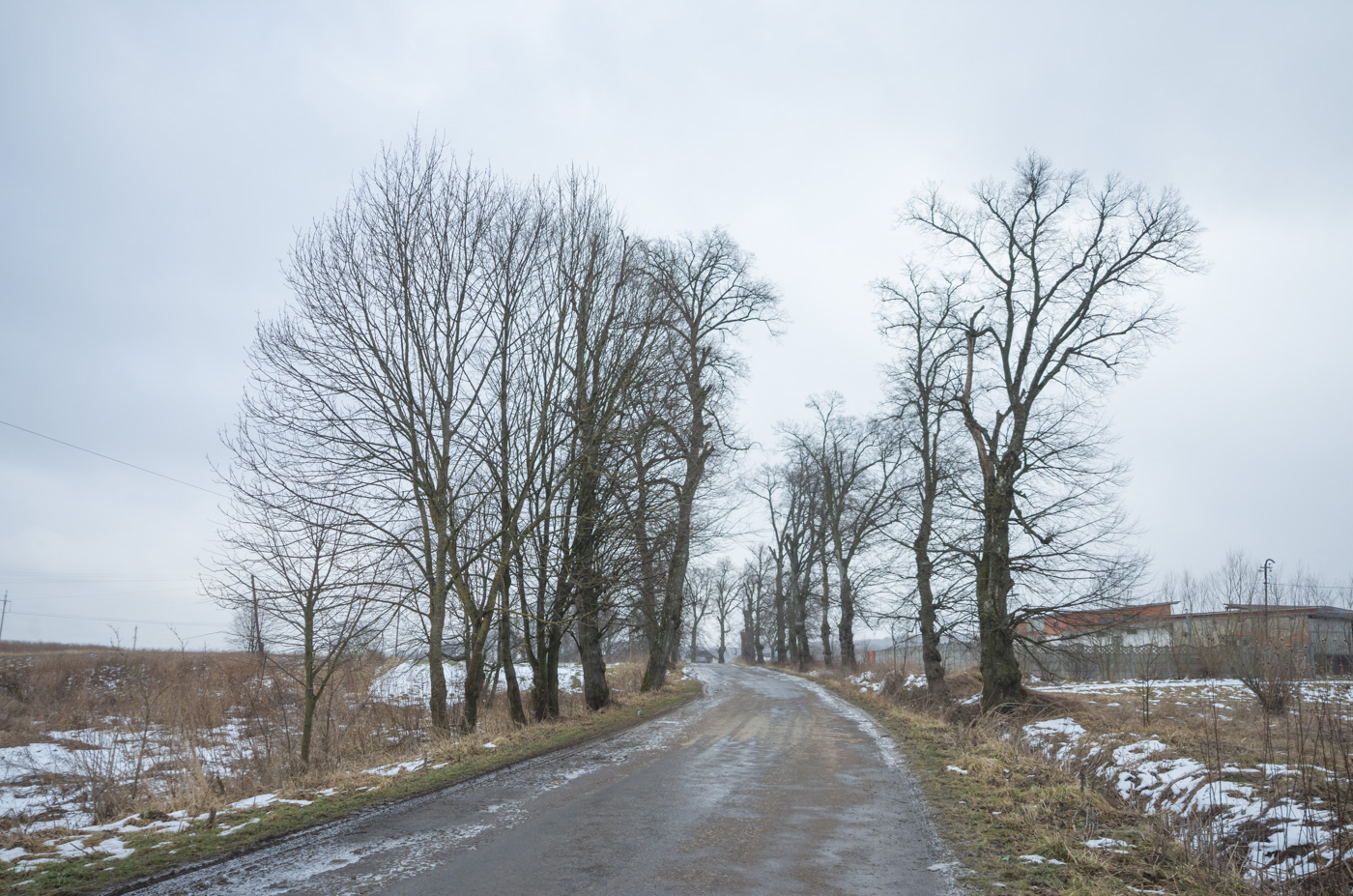
Снятинська алея панських часів -вид на виїзд на Дрогобич